# Społeczny model niepełnosprawności

Znak oznaczający miejsce dostępne dla osób z niepełnosprawnością.

Społeczny model niepełnosprawności – model niepełnosprawności, który identyfikuje bariery systemowe, postawy dyskryminujące oraz wykluczenie społeczne (zamierzone lub niezamierzone), które utrudniają lub uniemożliwiają osobom niepełnosprawnym osiągnięcie przez nich wartościowego sposobu funkcjonowania. Społeczny model niepełnosprawności odróżnia się od dominującego medycznego modelu niepełnosprawności, który jest analizą funkcjonalną ciała jako maszyny, którą należy naprawić, aby była zgodna z normatywnymi wartościami.

## Historia

### Ruch na rzecz praw osób z niepełnosprawnością
Początek zmian w podejściu do niepełnosprawności nastąpił w latach 60. XX wieku, wraz z pojawieniem się ruchu emancypacyjnego osób z niepełnosprawnościami. Około 1970 roku różne ugrupowania w Ameryce Północnej, w tym socjologowie, osoby z niepełnosprawnością i grupy polityczne skoncentrowane na niepełnosprawności, zaczęły odchodzić od przyjętego medycznego sposobu postrzegania niepełnosprawności. Zamiast tego zaczęli dyskutować o takich sprawach jak opresja społeczna, prawa obywatelskie i dostępność. Ta zmiana w dyskursie zaowocowała konceptualizacją niepełnosprawności, opartą na konstruktach społecznych. Zgodnie z tym modelem osoby niepełnosprawne stanowią dyskryminowaną mniejszość społeczną.
W roku 1975 Paul Hunt założył Związek Upośledzonych Fizycznie Przeciw Segregacji (ang. Union of the Physically Impaired Agains Segregation – UPIAS), który rok później opublikował manifest zatytułowany „Podstawowe Zasady Niepełnosprawności”. W manifeście stwierdzono: „Z naszej perspektywy to społeczeństwo upośledza osoby niepełnosprawne fizycznie. Niepełnosprawność jest czymś nadbudowanym nad naszymi ułomnościami przez fakt, że jesteśmy niepotrzebnie izolowani i wykluczani z pełnego uczestnictwa w życiu społecznym”. To stało się znane jako społeczna interpretacja lub społeczna definicja niepełnosprawności.

### Mike Olivier
Autorem terminu „społeczny model niepełnosprawności” jest Mike Oliver, który po raz pierwszy użył go w roku 1981. Opublikowana w 1990 roku książka Olivera The Politics of Disablement jest często wymieniana jako istotny moment dla przyjęcia tego modelu. Książka ta zawierała zaledwie trzy strony poświęcone społecznemu modelowi niepełnosprawności.

### Rozwój modelu
Model społeczny został rozszerzony oraz udoskonalony przez naukowców i aktywistów z Australii, Wielkiej Brytanii, Stanów Zjednoczonych i innych krajów w celu objęcia nim wszystkich osób z  niepełnosprawnością, w tym tych, które mają trudności w uczeniu się, niepełnosprawność intelektualną, a także problemy emocjonalne, behawioralne lub ze zdrowiem psychicznym.

## Konstrukt społeczny niepełnosprawności
Konstrukt społeczny niepełnosprawności wywodzi się z paradygmatu, który sugeruje, że przekonania społeczeństwa na temat określonej społeczności, grupy lub populacji są oparte na strukturach władzy nieodłącznie związanych z tym społeczeństwem w danym momencie. Oczekiwania społeczne dotyczące pojęć, takich jak niepełnosprawność, umożliwiają w ten sposób społeczną konstrukcję wokół tego, co społeczeństwo uważa za niepełnosprawne i zdrowe, często oparte bardziej na obserwacjach lub osądach wartościujących niż na odkryciach naukowych, co może utrwalać uprzedzenia.
Pomysły dotyczące niepełnosprawności wynikają z postaw społecznych, często związanych z tym, kto zasługuje lub nie zasługuje na to i jest uważany za produktywny dla społeczeństwa w danym momencie. Na przykład w okresie średniowiecza moralne zachowanie danej osoby determinowało niepełnosprawność. Niepełnosprawność była boską karą lub skutkiem ubocznym moralnego upadku; bycie fizycznie lub biologicznie odmiennym nie wystarczało, by zostać uznanym za niepełnosprawnego. Dopiero w epoce oświecenia społeczeństwo zmieniło podejście do niepełnosprawności na bardziej związane z biologią. Jednak to, co większość zachodnich Europejczyków uważała za zdrowe, determinowało nową biologiczną definicję zdrowia. 

## Rozwiązania prawne

### Wielka Brytania
W Anglii „Disability Discrimination Act” (Prawo o Dyskryminacji Niepełnosprawnych) przyjęte w 1995 roku definiuje niepełnosprawność w sensie medycznym jako pewnego rodzaju warunki ograniczające codzienną aktywność. W 2010 roku ratyfikowano konwencję o prawach osób niepełnosprawnych, która zakłada wyeliminowanie przez wszystkich sygnatariuszy dyskryminacji ze względu na niepełnosprawność.

### Polska
W Polsce obowiązuje definicja opracowana przez Zespół przy Pełnomocniku Rządu ds. Osób Niepełnosprawnych określająca, iż „Niepełnosprawną jest osoba, której stan zdrowia fizycznego lub psychicznego powoduje trwałe lub długotrwałe utrudnienie, ograniczenie lub uniemożliwienie udziału w stosunkach społecznych i wypełnianie ról według przyjętych kryteriów i obowiązujących norm” Polska podpisała i ratyfikowała konwencję, jednak nie podpisała i nie ratyfikowała protokołu fakultatywnego do konwencji, mimo apeli o dokonanie tego.

### Stany Zjednoczone
Aktem normującym cywilną odpowiedzialność dotyczącym niepełnosprawnych, w tym także za dyskryminację przeciw osobom niepełnosprawnym, jest „Americans with Disabilities Act of 1990”. Dyskryminacja osób niepełnosprawnych jest w nim traktowana na równi z dyskryminacją rasową, ze względu na płeć, pochodzenie, czy wyznanie, zdefiniowanymi przez „Civil Rights Act of 1964". Pewnego rodzaju niepełnosprawności – jak alkoholizm i narkomania – są wyłączone spod mocy działania tego aktu.